# Matei Dima
Matei Dima, alias BRomania (n. 19 iunie 1987, Constanța), este un vlogger, actor și regizor român. Este activ în special pe platforme sociale de Internet, precum Facebook, Instagram, YouTube, unde creează sketch-uri comice, vine-uri și show-uri de stand up.

## Biografie
În 2013, a fost nominalizat la categoria „Innovation of the Year” cu un videoclip făcut pentru rapper-ul Destorm pentru piesa „See Me Standing”, filmat în iunie 2013 în Los Angeles.
Matei Dima a studiat în Statele Unite ale Americii la Facultatea de Teatru cu specializări în actorie și regie de la o universitate privată din Iowa, iar după mai multe piese jucate și regizate și stand-up comedy, a obținut o bursă la New York Film Academy cu filiala în Los Angeles, unde a luat masteratul în regie.
Matei Dima este reprezentat de Global Records, firma de management care se ocupă de Inna, Antonia, Lucia, The Marker. El s-a ocupat de producția pentru videoclipurile Innei „Be My Lover” și „In Your Eyes”.

## Filmografie

### Filme regizate sau produse
- Marisol (2012)[7]
- SuperCrew (2011)[8]
- Agent Steele (2012)[9]
- Distruption (2012)[10]
- L-A SERAL (2019)
- 5GANG: Un altfel de Crăciun (2019)
- Miami Bici (2020)[11]
- Teambuilding (2022)
- Romina, VTM (2023)
- Haita de acțiune (2023)[12]
- Miami Bici 2 (2023)[11]
- Buzz House: The Movie (2024)

### Ca actor
- Shock Talk(video, 2012) - Brian
- Dial-Up Support (video, 2012) - Dan
- King Bachelor's Pad (serial TV, 2012) - Enemy
- 5Gang: Un Altfel de Crăciun (2019) - Polițist
- L-a seral (serial TV, 2019) - Vidra
- Miami Bici (2020) - Ion
- Tabara (2021) - Polițist
- Copacul dorințelor: Amintiri din copilărie (2021) - Mircea
- Teambuilding (2022) - Emil
- Romina, VTM (2023) - Corn Seller